# 2005년 동아시아 축구 선수권 대회 선수 명단
다음은 2005년 동아시아컵에 참가한 선수 명단이다. 모든 선수들은 3명의 골키퍼를 포함한 23명의 선수 명단을 제출해야 했다.

## 중화인민공화국
감독:  주광후

## 조선민주주의인민공화국
감독:  김명성
선수:
- GK - 김명길(압록강) 리명덕(평양)
- DF - 한성철 남성철(이상 4.25) 차정혁 박철진(이상 압록강) 황명철 한순일(이상 기관차) 안철혁(림영수) 서혁철(평양)
- MF - 김영준 김철호 리영광(이상 평양) 안정호(압록강) 김성철(기관차) 최철만(소속 불분명)
- FW - 김명철(압록강) 박성관(림영수) 채웅전(평양)

## 일본
감독:  지쿠
선수:
- GK：나라자키 세이고(나고야 그램퍼스) 도이 요이치(FC토쿄) 가와구치 요시카츠(주빌로 이와타)

- DF：미우라 아츠히로(빗셀 고베) 다나카 마코토, 차노 다카유키(이상 주빌로 이와타) 미야모토 츠네야스(감바 오사카) 츠보이 게이타스쿠, 산토스 알렉산드로(이상 우라와 레즈) 나카자와 유지(요코하마 마리노스) 가치 아키라, 모니와조(이상 FC토쿄)

- MF：오가사와라 미츠오, 모토야마 마사시(이상 가시마 앤틀러스) 후쿠니시 다카시, 무라이 신지(이상 주빌로 이와타), 엔도 야스히코(감바 오사카) 아베 유키(제프 유나이티드) 곤노 야스유키(FC토쿄)

- FW：구보 다츠히코(요코하마 마리노스) 다마다 케이지(가시와 레이솔) 오구로 마사시(감바 오사카) 다나카 다츠야(우라와 레즈)

## 대한민국
감독:  요하네스 본프레레
선수:
- GK	1	이운재	73.04.26	182cm	82kg	수원삼성
- DF	2	유경렬	78.08.15	182cm	75kg	울산현대
- DF	3	김한윤	74.07.11	185cm	74kg	부천SK
- DF	4	김진규	85.02.16	183cm	78kg	주빌로 이와타
- DF	5	김영철	76.06.30	183cm	80kg	성남일화
- MF	8	김두현	82.07.14	175cm	67kg	성남일화
- FW	9	이천수	81.07.01	172cm	62kg	울산현대
- FW	10	박주영	85.07.10	182cm	71kg	FC 서울
- MF	11	최태욱	81.03.13	173cm	67kg	시미즈 S펄스
- MF	12	백지훈	85.02.28	175cm	65kg	FC 서울
- MF	13	김동진	82.01.29	183cm	72kg	FC 서울
- MF	14	김상식	76.12.17	184cm	72kg	성남일화
- MF	15	김정우	82.05.09	182cm	68kg	울산현대
- FW	16	정경호	80.05.22	179cm	70kg	광주상무
- DF	17	오범석	84.07.29	180cm	74kg	포항 스틸러스
- FW	18	김진용	82.10.19	180cm	73kg	포항 스틸러스
- MF	19	홍순학	80.09.19	178cm	68kg	대구 FC
- FW	20	이동국	79.04.28	185cm	80kg	포항 스틸러스
- MF	21	양상민	84.02.24	181cm	77kg	전남 드래곤즈
- MF	22	박규선	81.09.24	182cm	69kg	전북현대
- GK	23	김용대	79.10.11	189cm	83kg	부산 아이파크
- DF	29	곽희주	81.10.05	184cm	77kg	수원삼성
- GK	30	김영광	83.06.28	184cm	80kg	전남 드래곤즈